# Rožďalovice
Rožďalovice — miasto w Czechach, w kraju środkowoczeskim, w powiecie Nymburk.